# Segundo teorema de Noether
En matemáticas y física teórica, el segundo teorema de Noether relaciona las simetrías de una acción funcional con un sistema de ecuaciones diferenciales. La acción S de un sistema físico es una integración de la llamada función lagrangiana L, a partir de la que el comportamiento del sistema puede ser determinado por el principio de mínima acción.
Específicamente, el teorema dice que si la acción posee un álgebra de Lie de dimensión infinita de simetrías infinitesimales parametrizadas linealmente por k funciones arbitrarias y sus derivadas hasta el orden m, entonces las derivadas de L satisfacen un sistema de ecuaciones diferenciales k.
El segundo teorema de Noether a veces se usa en teoría de campo de gauge. Las teorías de gauge son los elementos básicos de todas las teorías de campo modernas de la física, como el modelo estándar de la física de partículas prevaleciente.